# Camptoprosopella ocellaris
Camptoprosopella ocellaris är en tvåvingeart som först beskrevs av Townsend 1892.  Camptoprosopella ocellaris ingår i släktet Camptoprosopella och familjen lövflugor. Inga underarter finns listade i Catalogue of Life.